# Statens konstverkskommission
Statens konstverkskommission (finska: Valtion taideteostoimikunta) är en finländsk statlig myndighet som sedan 1956 köper in konstverk till statliga byggnader i Finland och utomlands.
Verksamheten flyttades 2011 från Centralkommissionen för konst till Finlands Nationalgalleri.

## Samling av konstverk
Statens konstverkskommissions samling omfattade 2014 omkring 13 500 verk, vilka är placerade på fler än 600 olika ställen.